# Tertium comparationis
Tertium comparationis (en latín:  "la tercera parte de la comparación") es "la calidad que tienen en común dos cosas que se comparan". Es el punto de comparación que llevó al autor de la comparación en cuestión a comparar a alguien o algo con alguien u otra cosa en primer lugar.
Si una comparación visualiza una acción, estado, calidad, objeto o una persona por medio de un paralelo que se dibuja a una entidad diferente, las dos cosas que se comparan no necesariamente tienen que ser idénticas. Sin embargo, deben poseer al menos una cualidad en común. Esta cualidad común se ha denominado tradicionalmente como tertium comparationis. 
Los dispositivos más comunes utilizados para lograr esto son las metáforas y símiles , especialmente, pero de ninguna manera exclusivamente, en lenguaje poético. En muchos casos, un aspecto de la comparación está implícito en lugar de hacerse explícito. El erudito del  Nuevo Testamento,  Adolf Jülicher, aplicó el concepto de "tertium comparationis" a las  parábolas de  Jesús .  Según Jülicher, una parábola o similitud (símil extendido o metáfora) tiene tres partes: una parte de imagen ( "Bildhälfte" ), una parte de Lo real ( "Sachhälfte ") y el punto de comparación ( "tertium comparationis") entre la parte de la imagen y la parte de lo real. "El  reino de los cielos es como un tesoro escondido en un campo, que alguien encontró y escondió; luego, en su alegría, va y vende todo lo que tiene y compra ese campo" (Mateo el Evangelista 13:44). En esta parábola, la parte de la imagen es el tesoro escondido, la parte de lo real es el reino de Dios, y el "tertium comparationis" es el valor inestimable del reino.